# Valvata bicarinata
Valvata bicarinata är en snäckart som beskrevs av I. Lea 1841. Valvata bicarinata ingår i släktet Valvata och familjen kamgälsnäckor. Inga underarter finns listade i Catalogue of Life.